# Unit Load Device

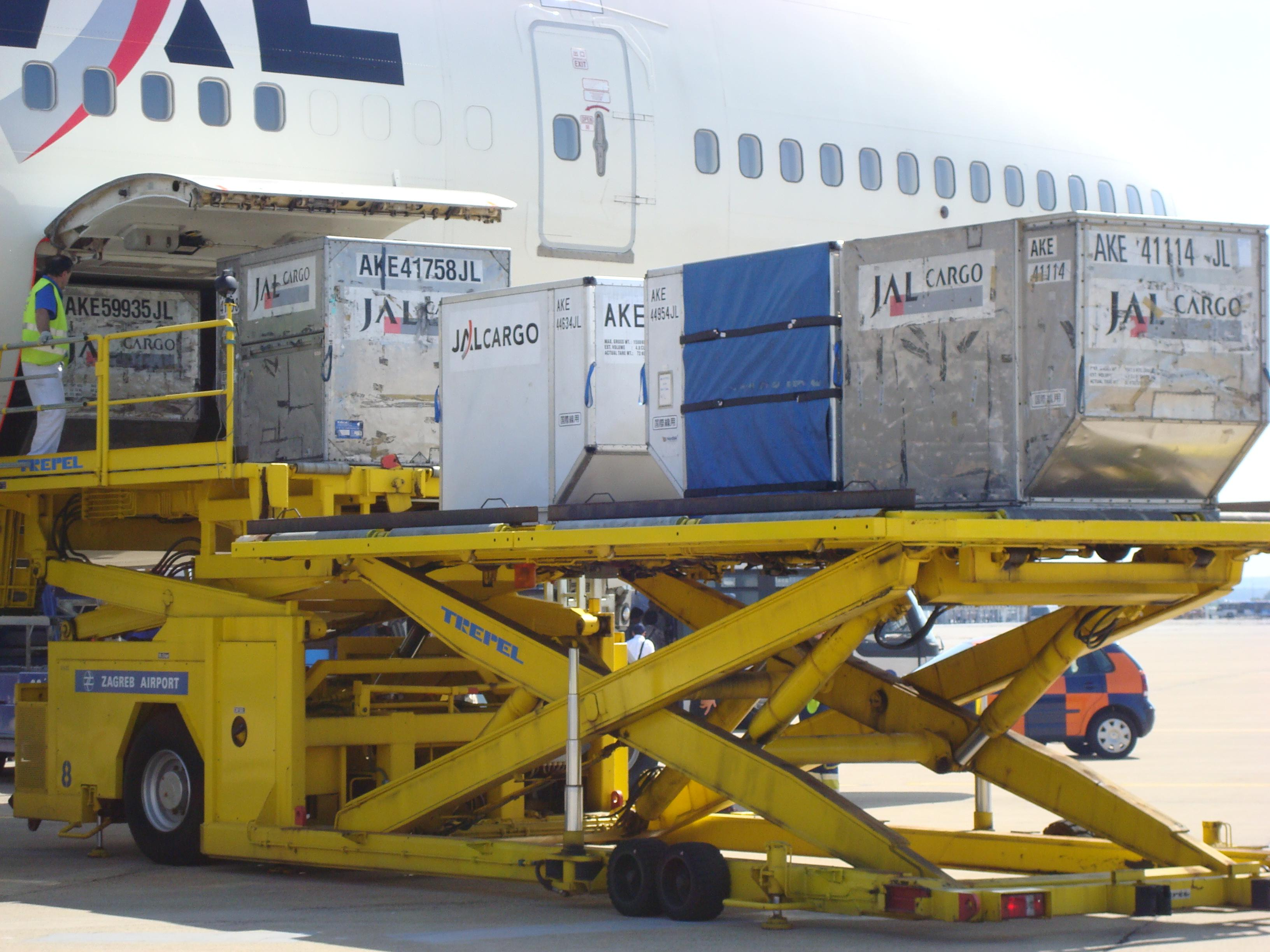
Scarico di container LD3 da un Boeing 747

Una Unit Load Device (unità di carico), o ULD, è un pallet o container usato per il carico di bagagli, merci e posta sugli aeromobili a fusoliera larga e su alcuni aeromobili a fusoliera stretta.
L'ULD consente di caricare grandi quantità di merce con una sola unità, permettendo un'ottimizzazione del tempo e del personale utilizzato per il carico e lo scarico dell'aeroplano.
Ogni ULD possiede un manifesto di carico che permette di identificarne il contenuto.

## Tipi
Esistono due tipologie principali di ULD: i pallet ed i container.
I pallet si presentano come robuste superfici di alluminio con i bordi costruiti al fine di incastrarsi nei blocchi delle sezioni cargo del compartimento all'interno dell'aereo.
I container sono contenitori chiusi fatti di alluminio (telaio) e resina termoplastica di policarbonato (pareti), i quali, in funzione del carico che devono trasportare, possono essere dotati di unità refrigeranti.
Alcuni esempi di ULD comuni sono elencati di seguito.
| Tipo di ULD     | Volume interno   | Dimensioni (lunghezza della base / lunghezza totale × larghezza × altezza) | Note |
| --------------- | ---------------- | -------------------------------------------------------------------------- | --- |
| LD1             | 4,90 m³          | 156 / 234 × 153 × 163 cm                                                   | sagomato, metà larghezza |
| LD2             | 3,40 m³          | 119 / 156 × 153 × 163 cm                                                   | sagomato, metà larghezza |
| LD3             | 4,30 m³          | 156 / 201 × 153 × 163 cm                                                   | sagomato, metà larghezza, dimensioni secondo IATA                                                                           |
| LD3-45          | 3,60 m³          | 156 / 244 × 153 × 114 cm                                                   | sagomato, larghezza completa, dimensioni secondo IATA; versione con altezza 114 cm (45 pollici) per la famiglia Airbus A320 |
| LD6             | 8,95 m³          | 318 / 407 × 153 × 163 cm                                                   | sagomato, larghezza completa, corrisponde a 2 LD3                                                                           |
| LD7 (2 modelli) | 10,8 m³ 11,52 m³ | 224 × 318 cm 244 × 318 cm                                                  | prefissi PAG and P1P prefissi PMC e P6P                                                                                     |
| LD8             | 6,88 m³          | 244 / 318 × 153 × 163 cm                                                   | sagomato, larghezza completa, corrisponde a 2 LD2; prefisso DQF                                                             |
| LD8             | 6,88 m³          | 153 × 244 cm                                                               | variante; prefisso FQA |
| LD11            | 7,16 m³          | 318 × 153 × 163 cm                                                         | simile all'LD6 ma rettangolare                                                                                              |
| LD11            | 7,16 m³          | 153 × 318 cm                                                               | variante; prefissi FLA e PLA                                                                                                |

## Compatibilità con diversi aeromobili

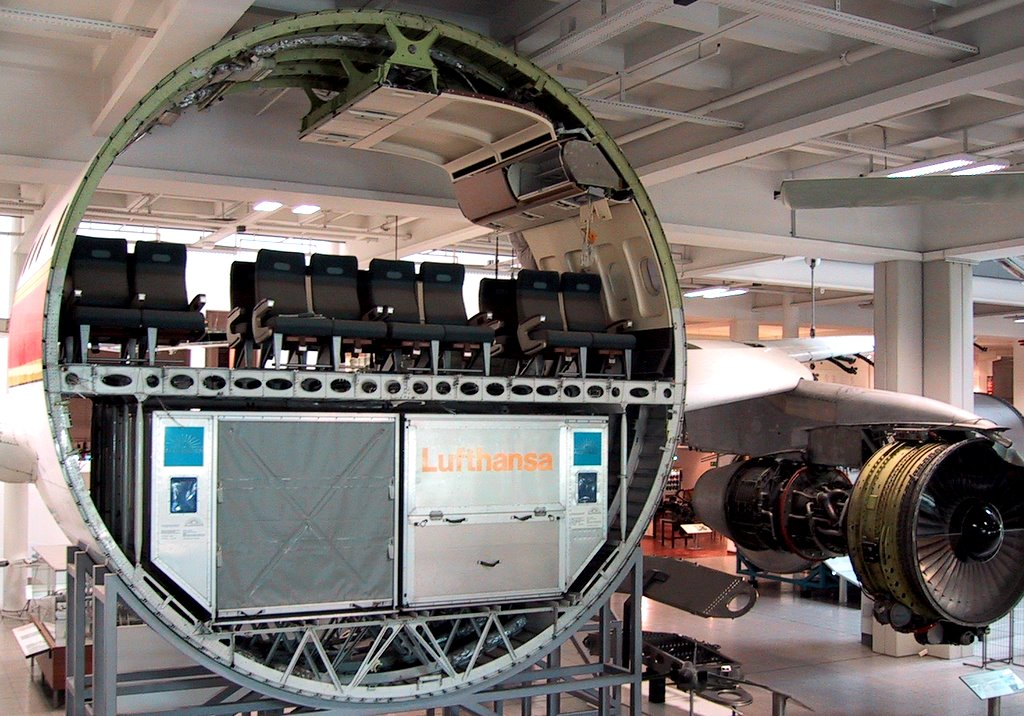
Sezione di un'Airbus A300 con contenitori LD3

I contenitori LD3, LD6 e LD11 sono compatibili con i Boeing 787, 777, 747, nonché con i  McDonnell Douglas MD-11, Ilyushin Il-86 e Il-96, Lockheed L-1011 e con tutti gli Airbus wide-body.

Il Boeing 767 utilizza i contenitori LD2 ed LD8, più piccoli, a causa della fusoliera più stretta rispetto agli aeromobili della stessa categoria.

Il contenitore LD1, meno comune, è progettato specificamente per il 747, tuttavia vengono maggiormente utilizzati gli LD3 grazie alla loro maggiore compatibilità con altri aeroplani (LD1 ed LD3 hanno le stesse dimensioni di base, essendo reversibili).

Gli LD3, avendo un'altezza ridotta (114 cm invece di 163 cm) possono essere utilizzati anche sulla famiglia degli Airbus A320.

I pallet LD7 sono compatibili con i Boeing 787, 777, 747, l'ultima versione del 767 (large cargo door) e con tutti gli Airbus wide-body.
L'interscambiabilità di certi tipi di ULD tra aeromobili (in particolare tra aeromobili LD3/6/11 e aeromobili LD2/8) è una delle caratteristiche utili per il trasferimento rapido di merci o bagagli in transito tra due voli operati con aeroplani diversi.
L'uso di contenitori compatibili ma non appositamente costruiti per l'aeromobile porta allo spreco di spazio (10 m³ utilizzando un LD2 su un velivolo LD3/6/11 e 27 m³ utilizzando un LD3 su di un 767).
In questi casi la politica di utilizzo varia da compagnia a compagnia.
Per il Boeing 787 è stato richiesto (in fase di progettazione) di utilizzare contenitori LD3/6/11 per evitare lo spreco di volume trasportabile, rimpiazzando il 767 essendo di categoria simile.

### Capacità di carico ULD
Il carico di un aeromobile può essere di soli container, soli pallet o di diversi tipi di ULD in funzione delle necessità.
La seguente tabella indica il numero massimo di ULD trasportabili in configurazione solo container e solo pallet.
In alcuni aeroplani il carico deve essere misto in quanto alcuni compartimenti sono appositamente costruiti per il trasporto di container o pallet.
La capacità di carico di un aeroplano è misurata in posizioni.
Ogni contenitore a metà larghezza (LD1/LD2/LD3) è progettato per occupare una posizione.
Usualmente, una fila è costituita di due posizioni, in modo tale da consentire il carico di contenitori a larghezza completa (LD6/LD8/LD11) in due posizioni (una fila).
Ad esempio un LD6 o un LD11 possono occupare lo spazio di due contenitori LD3, mentre un LD8 occupa lo spazio di due LD2.
La capacità di carico di pallet è misurata in funzione del numero di LD7 del tipo PMC (244 × 318 cm) che può essere caricato.
Questi pallet occupano approssimativamente lo spazio di tre posizioni LD3 (1,5 file) oppure quattro posizioni LD2 (2 file).
I pallet PMC possono essere caricati su aeromobili con portelloni di carico larghi.
| Aeromobile           | Capacità massima                                             | Capacità massima                                      | Note                                                                               |
| Aeromobile           | Container                                                    | Pallet                                                | Note                                                                               |
| -------------------- | ------------------------------------------------------------ | ----------------------------------------------------- | ---------------------------------------------------------------------------------- |
| B727-100F            | nessuno                                                      | 8 pallet                                              | solo pallet 244 × 318 cm; il Boeing 727 è un narrow-body                           |
| B727-200F            | nessuno                                                      | 12 pallet                                             | solo pallet 244 × 318 cm; il Boeing 727 è un narrow-body                           |
| B727-200C (combi)    | nessuno                                                      | 11 pallet                                             | solo pallet 244 × 318 cm; il Boeing 727 è un narrow-body                           |
| B747-100/200/300     | 30 LD1                                                       | 5 pallet + 14 LD1                                     |                                                                                    |
| B747-400             | 32 LD1                                                       | 5 pallet + 14 LD1                                     |                                                                                    |
| B747-400ER           | 26 LD1                                                       | 4 pallet + 14 LD1                                     |                                                                                    |
| B747-400F/ERF        | 32 LD1 (lower deck) + 30 pallet (main deck)                  | 32 LD1 (lower deck) + 30 pallet (main deck)           | aeromobile cargo, la capacità include tutti i deck                                 |
| B767-200             | 22 LD2                                                       | 3 pallet + 10 LD2                                     |                                                                                    |
| B767-300             | 30 LD2                                                       | 4 pallet + 14 LD2                                     |                                                                                    |
| B767-300ER           | 30 LD2                                                       | 4 pallet + 14 LD2                                     |                                                                                    |
| B767-300F            | 24 pallet (main deck) + 30 LD2 (lower deck)                  | 24 pallet (main deck) + 30 LD2 (lower deck)           | solo pallet 244 × 318 cm; aeromobile cargo                                         |
| B767-400ER           | 38 LD2                                                       | 5 pallet + 18 LD2                                     |                                                                                    |
| B777-200/200ER/200LR | 32 LD3                                                       | 6 pallet                                              |                                                                                    |
| B777F                | 30 LD3 + 27 pallet                                           | 37 pallet                                             | aeromobile cargo, la capacità include tutti i deck                                 |
| B777-300/300ER       | 44 LD3                                                       | 8 pallet                                              |                                                                                    |
| B787-8/-3            | 28 LD3                                                       | 9 pallet                                              |                                                                                    |
| B787-9               | 36 LD3                                                       | 11 pallet                                             |                                                                                    |
| A300B2/B4            | 20 LD3                                                       | ?                                                     |                                                                                    |
| A300-600             | 22 LD3                                                       | 4 pallet + 10 LD3                                     |                                                                                    |
| A300-600F            | 41 LD3                                                       | 25 pallet                                             | aeromobile cargo, la capacità include tutti i deck                                 |
| A310                 | 14 LD3                                                       | 3 pallet                                              |                                                                                    |
| A319                 | 4 LD3-45W + 1 LD3/40                                         |                                                       | LD3 di altezza 114 cm                                                              |
| A320                 | 7 LD3-45W                                                    |                                                       | LD3 di altezza 114 cm                                                              |
| A320PF               | 10 pallet (main deck) + 7 LD3-45W (lower deck)               | 10 AAZ (main deck) + 7 LD3-45W (lower deck)           | solo pallet 244 × 318 cm; aeromobile cargo dotato di porta anteriore di 218×307 cm |
| A321                 | 10 LD3-45W                                                   |                                                       | LD3 di altezza 114 cm                                                              |
| A321PF               | 13 pallet (main deck) + 10 LD3-45W (lower deck)              | 13 AAZ (main deck) + 10 LD3-45W (lower deck)          | solo pallet 244 × 318 cm; aeromobile cargo dotato di porta anteriore di 218×307 cm |
| A330-200             | 23 pallet o 26 LD3                                           | 8 pallet + 2 LD3                                      |                                                                                    |
| A330-200F            | 9 container AMA + 4 pallet (main deck) + 26 LD3 (lower deck) | 22 pallet (main deck) + 8 pallet + 2 LD3 (lower deck) | aeromobile cargo, la capacità include tutti i deck                                 |
| A330-300             | 32 LD3                                                       | 11 pallet                                             |                                                                                    |
| A340-200             | 26 LD3                                                       | 9 pallet                                              |                                                                                    |
| A340-300             | 32 LD3                                                       | 11 pallet                                             |                                                                                    |
| A340-500             | 30 LD3                                                       | 10 pallet                                             |                                                                                    |
| A340-600             | 42 LD3                                                       | 14 pallet                                             |                                                                                    |
| A380-800             | 38 LD3                                                       | 13 pallet                                             |                                                                                    |
| A380-800F            | 59–71 LD3                                                    | 66 pallet                                             | aeromobile cargo, la capacità include tutti i deck                                 |
| MD-11F               | 32 LD3                                                       | 26 pallet                                             |                                                                                    |
| L-1011               | 16 LD3                                                       | nessuno                                               | tutte le versioni eccetto la 500 (versioni 250/200/150/100/50/1)                   |
| L-1011-500           | 19 LD3                                                       | 4 pallet*                                             | *se dotato di porta anteriore di 264 cm                                            |
| Il-86                | 16 LD3                                                       | ?                                                     |                                                                                    |
| Il-96                | 18 LD3                                                       | ?                                                     |                                                                                    |

## Identificazione
Ogni singolo ULD è identificato da un codice unico.
Un prefisso a tre lettere ne indica il tipo, seguito da un numero seriale di 4 o 5 cifre (4 cifre se costruito prima dell'1/10/1993, 4 o 5 cifre dopo tale data) per identificare univocamente l'ULD ed un suffisso di due lettere che ne identifica il proprietario (se è una compagnia aerea corrisponde spesso con l'identificativo IATA).
Ad esempio, AKE 12345 LH identifica un contenitore LD3 non dotato di buchi per il sollevamento con un carrello elevatore con numero di serie univoco 12345 che appartiene alla compagnia aerea Lufthansa.

### Prefissi comuni

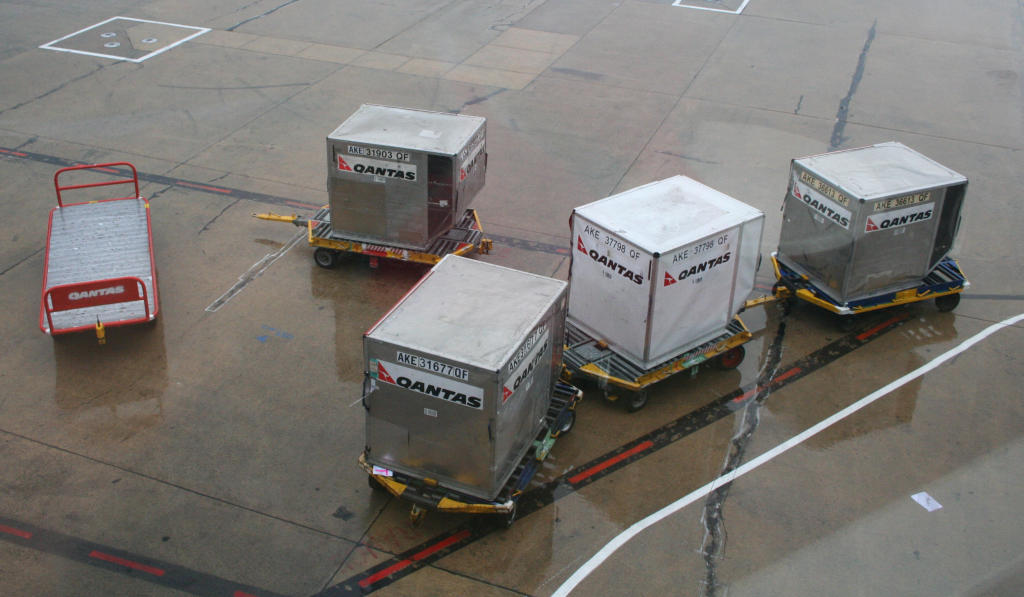
Una serie di container LD3 con prefisso AKE

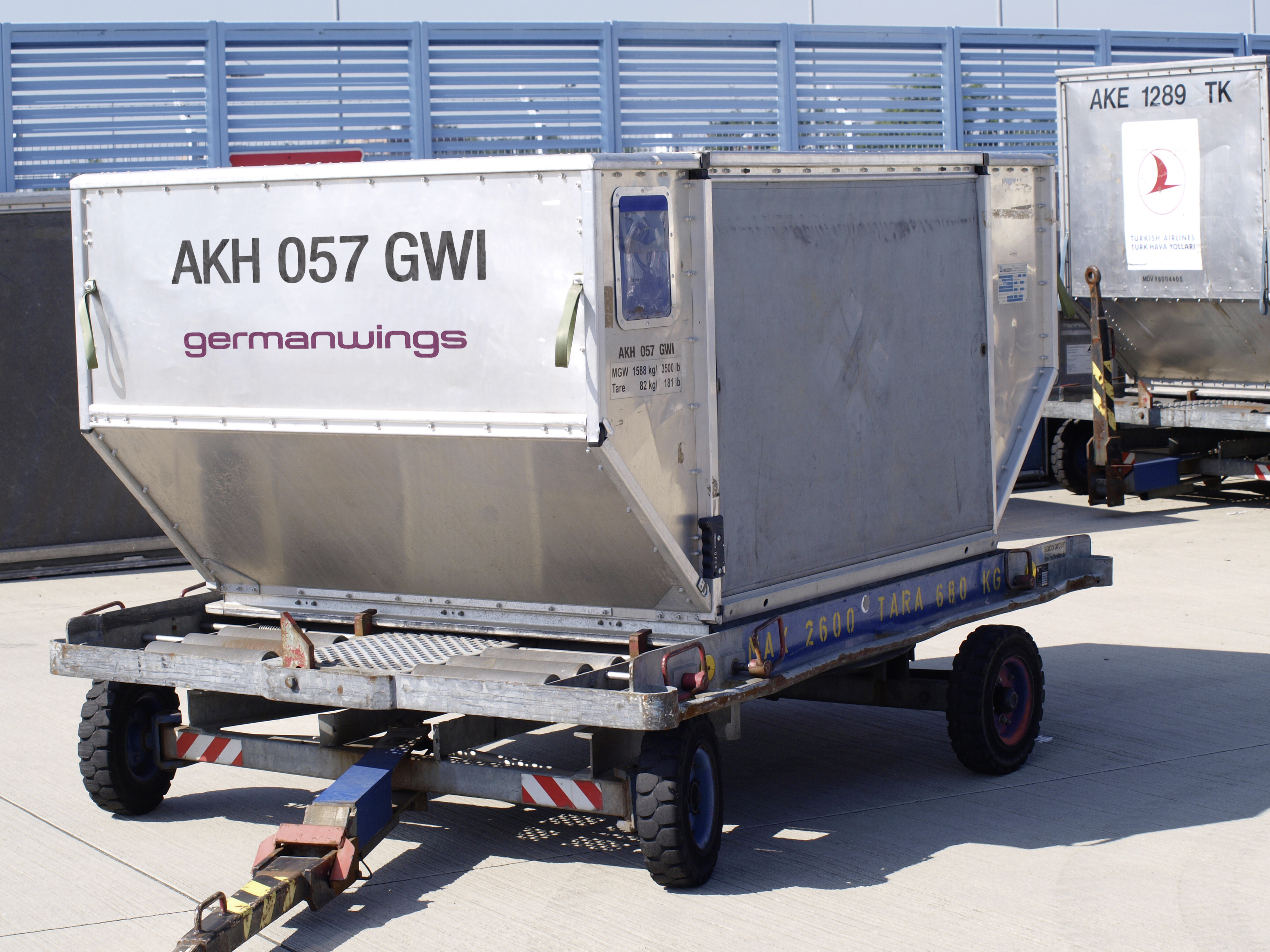
Un container LD3-45 con prefisso AKH

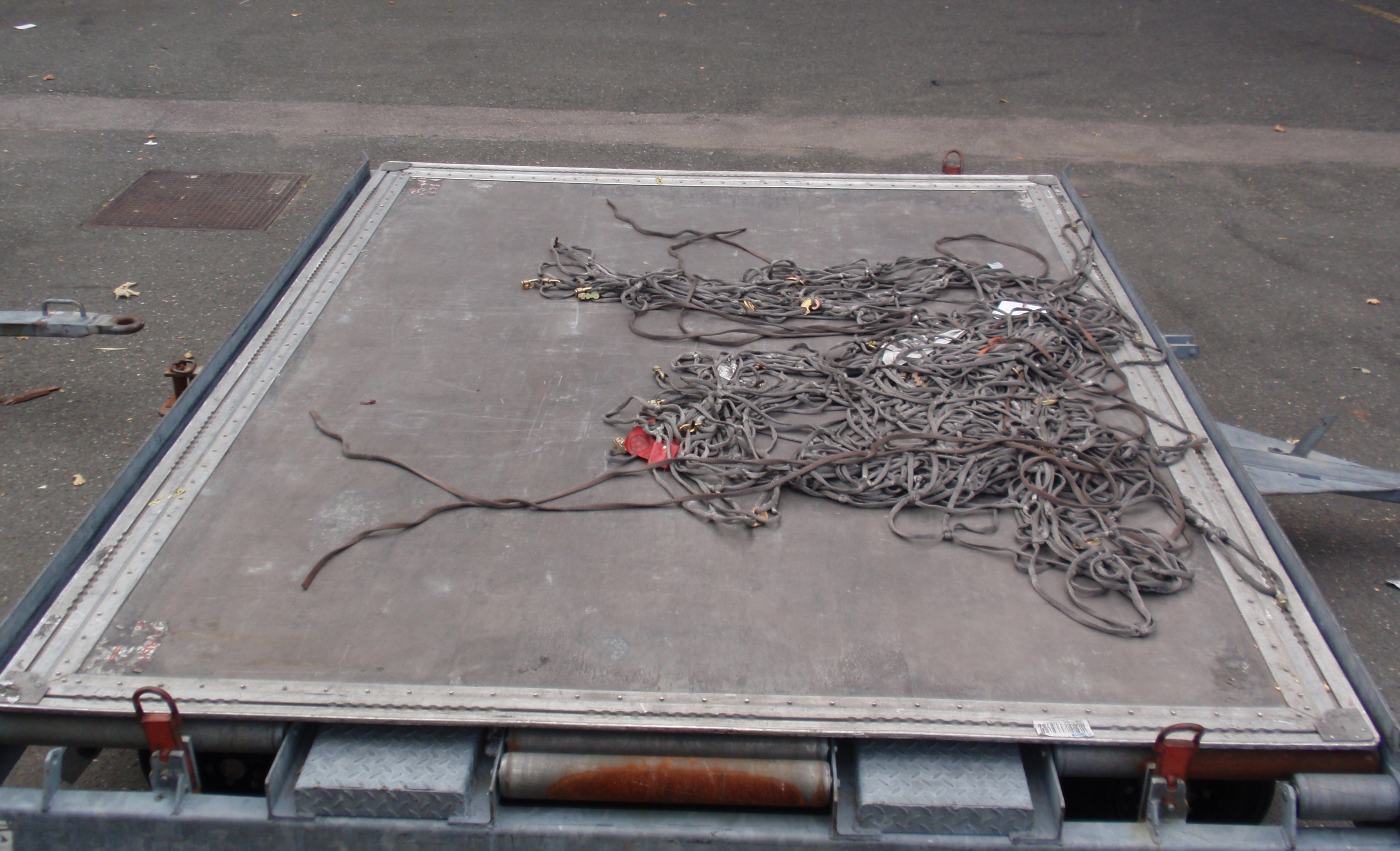
pallet LD7 da 244 × 318 cm

- AAA: container LD7 (224 × 318 cm), alto 206 cm, sagomato per il carico su main-deck di velivoli narrow-body
- AAD: container LD7 (224 × 318 cm), alto 244 cm, sagomato per il carico su main-deck di velivoli wide-body (alias A1)
- AAF: container LD26
- AAP: LD9
- AAU: container LD29
- AAY: container LD7 (224 × 318 cm), alto 206 cm, sagomato per il carico su main-deck di velivoli wide-body e narrow-body (alias A2)
- AAZ: container LD7 (224 × 318 cm), alto 163 cm, sagomato per il carico su main-deck di velivoli wide-body e narrow-body (alias L9)
- AGA: container M2
- AKC: LD1 non dotato di buchi per il sollevamento con un carrello elevatore
- AKE: LD3 non dotato di buchi per il sollevamento con un carrello elevatore
- AKH, AKW: LD3-45 utilizzato principalmente su A320/321, stessa base del AKE ma con estensioni su entrambi i lati, alto 114 cm (45 pollici)
- AKN: LD3 con buchi per il sollevamento con un carrello elevatore
- ALB: LD4 con buchi per il sollevamento con un carrello elevatore
- ALD: container LD11 (alias L11)
- ALF: LD6 non dotato di buchi per il sollevamento con un carrello elevatore
- ALP: LD11 e LD4, non dotati di buchi per il sollevamento con un carrello elevatore
- AMA: container M1
- AMD: container M1H
- AMJ: container LD7 (244 x 318 cm), alto 244 cm, sagomato per il carico su main-deck di velivoli wide-body (alias M1)
- AMU: container LD39 simile al ALF, ma con estensioni più grandi. È il più grande container per il lower-deck
- AVY: LD1 con buchi per il sollevamento con un carrello elevatore
- AWC: LD6 con buchi per il sollevamento con un carrello elevatore
- BMB: pallet grande con "sponde contenitive" (244 x 318 cm)
- DPE: LD2 non dotato di buchi per il sollevamento con un carrello elevatore
- DPN: LD2 con buchi per il sollevamento con un carrello elevatore
- DQF: LD8 con buchi per il sollevamento con un carrello elevatore
- FLA: pallet LD11
- FQA: pallet LD8 (stesse dimensioni della base del DQF)
- HMA: Stalla per cavalli
- KMA: Contenitore per pecore e capre
- P1P: LD7, pallet grande (224 × 318 cm), con supporti laterali ripiegabili
- PAD: LD7, pallet grande (224 × 318 cm), piatto (senza supporti)
- PGA: M6, pallet grande (244 × 606 cm). Esclusivamente per il main-deck di aeromobili cargo
- PLA: pallet LD11
- PMC: LD7, pallet grande (244 x 318 cm)
- QKE: LD3 pari al AKE ma costruito di kevlar e progettato per essere a prova di bomba. non dotato di buchi per il sollevamento con un carrello elevatore
- RAP: LD9 con unità refrigerante
- RAU: container LD29 con unità refrigerante
- RKN: LD3 con unità refrigerante
- RWB: LD11 con unità refrigerante
- VRA: M6, pallet grande (244 × 498 cm). Supporto bi-rotaia per automobili
- XAW: LD7, pallet grande (224 × 318 cm), con supporti laterali fissi

La prima lettera indica la categoria dell'ULD (certificazione, tipo, unità refrigerante...);

La seconda lettera indica le dimensioni standard della base;

La terza lettera identifica la forma, la presenza di buchi per il sollevamento con carrelli elevatori ed altre informazioni varie.
Secondo Guide to Air Freight Containers, Boeing Cargo, VRR Aviation e Air New Zealand

## Curiosità
- I container LD2 ed LD3 occupano una posizione cargo (metà fila) rendendo possibile il carico di 2 container per fila negli aeromobili wide-body. Negli aeroplani narrow-body (A320/321) una posizione corrisponde ad una fila, rendendo possibile il carico di un solo ULD per fila.
- I container LD6 ed LD8 corrispondono, rispettivamente, a due LD3 ed a due LD2.
- Gli LD2 e gli LD8 sono costruiti appositamente per un solo tipo di aeromobile: il Boeing 767 che ha una fusoliera più stretta degli altri aeroplani wide-body.
- I contenitori LD1 sono progettati esclusivamente per il Boeing 747, tuttavia i contenitori LD3 sono maggiormente usati su questo tipo di aeromobile grazie alla loro compatibilità con altri aeroplani.
- L'altezza massima per gli ULD caricabili nel lower-deck di un aeroplano è di 163 cm (64 inch), eccetto per gli A320/321 dove è di 114 cm (45 inch).
- Il tipico danno riportato dagli ULD è dato dall'improprio uso di carrelli elevatori che causano fori nel rivestimento.